# La Femme au voile bleu
Pour les articles homonymes, voir Veil.
Pour plus de détails, voir Fiche technique et Distribution.
La Femme au voile bleu (titre original : The Blue Veil) est un film américain réalisé par Curtis Bernhardt, sorti en 1951.
Il s'agit du remake américain du film de Jean Stelli, Le Voile bleu, sorti en 1942, avec Gaby Morlay, Pierre Larquey et Fernand Charpin.

## Synopsis
Louise Mason, ayant perdu son mari et son bébé, change le cours de sa vie : elle va porter le "voile bleu", c'est-à-dire qu'elle va se placer comme nurse jusqu'au restant de ses jours, chez une série d'employeurs aisés dont les enfants vont s'attacher à elle, et elle à eux ...

## Fiche technique
- Titre : La Femme au voile bleu
- Titre original : The Blue Veil
- Réalisation : Curtis Bernhardt
- Scénario : François Campaux et Norman Corwin
- Photographie : Franz Planer
- Montage : George Amy
- Musique : Franz Waxman
- Direction artistique : Carroll Clark et Albert S. D'Agostino
- Décors : Al Orenbach et Darrell Silvera
- Costumes : Milo Anderson
- Producteurs : Norman Krasna et Jerry Wald
- Société de production : Wald/Krasna Productions
- Société de distribution : RKO Pictures
- Pays de production :  États-Unis
- Format : Noir et blanc — 35 mm — 1,37:1 — Son : Mono (RCA Sound System)
- Genre : Film dramatique
- Durée : 113 minutes
- Dates de sortie : 
  - États-Unis : 26 octobre 1951
  - Royaume-Uni : 26 novembre 1951
  - Allemagne de l'Ouest : 9 mai 1952
  - France : 27 juin 1952

## Distribution
- Jane Wyman : Louise Mason
- Charles Laughton : Fred K. Begley
- Joan Blondell : Annie Rawlins
- Richard Carlson : Gerald Kean
- Agnes Moorehead : Mme Palfrey
- Don Taylor : Dr. Robert Palfrey
- Audrey Totter : Helen Williams
- Cyril Cusack : Frank Hutchins
- Everett Sloane : Procureur de district
- Natalie Wood : Stephanie Rawlins
- Vivian Vance : Alicia
- Carleton Young : Henry Palfrey
- Alan Napier : Prof. George Carter
- Warner Anderson : Bill Parker
- Les Tremayne : Joplin
- Dan Seymour : Pelt
- Dan O'Herlihy : Hugh Williams
- Harry Morgan : Charles Hall

Acteurs non crédités :
- James Anderson : Jim Tappan
- James Griffith : L'agent de Joplin
- Lewis Martin : L'archevêque

## Récompenses et distinctions
- Jane Wyman, qui reprend ici le rôle interprété à l'origine par Gaby Morlay, est récompensée en 1952 :
  - Elle obtient le Golden Globe de la meilleure actrice dans un drame.
  - Elle est nommée à l'Oscar de la meilleure actrice, où elle est devancée par Vivien Leigh dans Un tramway nommé Désir.
- Joan Blondell est également nommée à l'Oscar en 1952, en tant que meilleur second rôle féminin, et là encore elle est devancée par une actrice d'Un tramway nommé Désir (Kim Hunter).